# 세그웨이 PT
세그웨이(영어: Segway)는 전동으로 움직이는 이륜 이동 수단이다. 딘 케이먼이 세그웨이사를 세우고 만들었으며, 'Segway'란 이름은 '부드러운'이란 뜻을 지닌 'segue'로루터 유래되었다. 또한 PT는 '개인 수송 기관'의 영어 뜻인 'Personal transporter'의 약자로 풀이된다.

## 개요
세그웨이 내의 PC, 센서, 전기 모터가 가동 중 기기가 균형있게 서 있을 수 있도록 돕는 역할을 하게 된다. 실제로 전기를 동력으로 달리기 때문에 내연기관도 없고 환경오염 요소가 없어서 친환경적인 면이 강하다. 구동 과정을 설명하자면, 이용자가 세그웨이를 앞뒤로 운행하고 싶을 때에는 무게중심을 옮기는 것만으로도 가능하다. 또한 세그웨이 내에는 자이로스코프 센서와 가속도계에 기반한 수평 센서가 있다. 이 두 센서는 기기의 기울어지는 각도를 측정하고, 각도의 변화에 따른 무게 중심을 유지하는데 도움을 준다. 이 과정에서 이용자는 무게중심을 앞뒤로 움직이는 정도와 지속시간을 조정함으로써 속도 조절을 원하는 대로 할 수가 있다. 방향 전환을 하고자 할때에는, 핸들을 좌우로 움직이면 된다. 이 과정 중에도 세그웨이는 전환하는 방향의 반대쪽의 속도를 조정함으로써 균형을 항상 유지한다. 제자리에서 좌우로 힘을 주게 되면 제자리에서 돌게 된다. 세그웨이는 최대 20.1 km/h의 속도를 낼 수 있고 내장된 한개의 배터리로 약 24km 주행이 가능하다.

## 역사
세그웨이는 원래 'Ginger' 혹은 'IT'라는 이름으로 알려져 있었다. 'Ginger'는 딘 케이먼의 균형기술이 접목된 IBOT 휠체어의 형태로 출시되었고, 처음에 이 IBOT 휠체어는 계단을 오를 수 있다는 기능때문에 'Fred Upstairs'이란 별명이 있었고 후에는 개발부의 필름파트너인 'Ginger Rogers'의 이름을 본따 'Ginger'라는 이름을 갖게 되었다. 애초에 세그웨이의 조상 격인 IBOT이 발명된 계기는 딘 케이먼이 휠체어를 탄 장애인이 좁은 길에서 방향을 틀지 못하고 고생하는 걸 보고 스스로 균형을 잡을 수 있는 휠체어를 만들겠다는 생각을 하게 되었고, 신형 휠체어 아이봇(IBOT)이 만들어지게 된다.

후에 세그웨이로 발전되기까지의 과정 중 세그웨이의 발명, 발전과정과 자금조달적인 부분에 대해 다룬 'Code Name Ginger'라는 책이 출시되었는데 이 책으로 인해 새로운 'IT' 장비의 출시가 미리 알려지고 말았다. 이는 제품에 대한 예상치 못한 추측성 글 등 큰 파장을 일으켰다. 그 때 당시 스티브 잡스는 'PC만큼 어마어마 할 것이다'라고 말할 정도였다. 그리고 존 도어는 세그웨이가 인터넷보다 훨씬 큰 가치를 갖게 될 것이라고 추측하였다. 이와 같이 수많은 주요 언론사들에서는 제품에 관한 수없이 많은 추측성 글들을 도보하였다.

결국 세그웨이는 2001년 12월 3일에 ABC 뉴스의 아침 프로그램 '굿 모닝 아메리카'에서 브라이언트 공원을 배경으로 출시되었다.
세그웨이에 관한 특허는 1999년 6월에 신청되었고 2001년 10월에 출원되었다.

### 역변
세그웨이는 첫 개발 후 생산되기까지 세그웨이사의 제품이였고 특허 또한 세그웨이가 출원하였다. 그러나 세그웨이사는 2015년 4월에 중국의 나인봇사에 인수되었다. 샤오미의 자회사 중 하나인 나인봇은 세그웨이사의 세그웨이 PT를 그대로 카피하여 특허 소송을 하는 동안이었다. 그러나 나인봇사는 샤오미의 막대한 자본지원으로 세그웨이사를 인수를 하였고, 이후 특허와 세그웨이 PT는 나인봇에 귀속된 일이 생겼다. 이후, 현재 나인봇은 100만 원 이하의 가격대를 형성하는 나인봇이라는 세그웨이들을 개발하여 판매 중인데 대중들의 큰 관심을 불러 일으키고 있다.

## 기술
세그웨이의 역학은 핵심은 자체적으로 균형을 맞추는 것과 앞뒤로 추진력을 얻는 것이다. 세그웨이는 현재 가정에서 사용하는 전류로 충전가능한 전기 모터를 기반으로 구동된다. 이 전기 모터는 다시 인산염 기반의 리튬-이온 배터리에 의해 동력을 얻는 원리이다. 이에 따라 전기모터의 동력들은 기기 내의 컴퓨터와 센서들에 전력을 공급하고, 기기 내의 장치들은 세그웨이의 균형을 잡는 부분에 있어서 중추적인 역할을 하게 된다. 좀 구체적으로는 BAE 시스템 고급 기술 센터에서 개발된 다섯 가지 자이로스코프 센서와 두 개의 기울기 센서, 소프트웨어를 실행하는 듀얼 컴퓨터가 세그웨이의 균형을 항상 맞추는 프로세스를 실행한다. 또한 세그웨이를 균형상태로 유지시키거나 앞뒤로 운행하게 할 때에는 서버 드라이브 모터(Servo drive motor)가 필요에 따라 바퀴를 앞뒤로 구동시킨다. 기기 이용자가 세그웨이 위에서 무게 중심을 앞뒤로 이동시킴에 따라 기울기의 정도가 속도에 정확히 반영이 된다. 마지막으로 방향 전환과 관련된 부분에서는, 과거의 모델에서는 왼쪽 핸들바의 그립을 조정함에 따라 양쪽 바퀴의 모터의 속도를 따로 적용함으로써 가동되었는데 최근의 모델에서는 핸들바를 기울이는 것만으로도 방향전환이 가능하게 되었다.

## 사용
세그웨이는 보도나 경사로와 같은 지역에서 가장 많이 쓰일 수 있다. 몇몇 테마파크들에서는 방문자나 직원들의 이동의 편리함을 위해 쓰이기도 한다. 캘리포니아 샌프란시스코 베이의 'Angel Island State Park'에서는 세그웨이 투어를 제공하지만, 장애인 방문자가 필요한 경우를 제외하고 개인 세그웨이를 금지한다. 왜냐하면 공원 내의 모든 이용자가 세그웨이를 사용하면 밀집된 지역 내에서 사고가 발생할 가능성이 있고 세그웨이는 자동차나 오토바이처럼 교통법규같은 것들이 정해져 있지 않기 때문이다. 다른 사용부문으로는 2008년 하계 올림픽 기간 동안 대중을 보호하는 훈련을 특수 경찰 병력은 세그웨이를 사용했다. 이와 유사하게 미국에서는 공항 내에서 안전 요원들이 이동 시에 세그웨이를 운용하고, 일부 기업 등에서도 사내에서 이동이 필요할 시 세그웨이를 이용하고는 한다. 이처럼 세그웨이가 사용될 수 있는 부분은 무궁무진하다.

## 한계점
기술적으로 세그웨이는 현시대에서는 최고이다. 환경적으로는 공해, 오염 등이 발생하지 않고 사용자가 이용하는 측면에서는 별도의 기계적 움직임 없이 작동할 수 있다는 이점들이 있다. 이에 불구하고 세그웨이가 갖는 한계점이 몇 가지 있다.

### 세그웨이에 대한 인식
비록 기계의 센서들에 의해서 정확히 구동되기는 하지만 배터리가 낮을 때에 발생하는 오류들에 의해 일어나는 사고들이 세그웨이의 이미지에 타격을 주고 사람들로 하여금 위험하다는 인식이 굳어진 경향이 있다.
2000년대 한국에서 출시되었던 힐리스(Heelys)라는 제품을 예시로 들 수 있다. 이 제품은 바퀴에 신발이 달려 있는 형태로 일상에서도 인라인스케이트를 즐길 수 있는 스포츠 상품이였다. 하지만 몇몇 이용자가 힐리스 이용 도중 뒤로 넘어져 골절상을 입거나 앞으로 고꾸라져 한강에 빠져 실종되는 등 사고들이 발생하여 제품의 이미지에 큰 타격을 입고 대중들의 흥미를 완전히 잃게 되었다. 이와 같이 세그웨이도 비슷한 일이 있다. 2010년 9월 28일 세그웨이 생산업체의 사장 지미 헤셀든(Jimi Heselden)은 세그웨이를 타다가 사망하는 불행한 일이 있었고 이외에도 일상에서 아찔한 사고들이 많이 일어났다. 이렇게 세그웨이에 대한 사고의 위험성을 사람들이 인식하기 때문에 그 한계성이 존재한다고 볼 수 있다.
세그웨이를 다른 방향으로 인식하는 경향이 있는데, 세그웨이가 오히려 사람들의 비만을 유발한다는 것이다. 현대화 사회에 이르러 사람들의 비만율이 높아지는 현실이고 비만인 사람들이 더욱 편하게 생활하기 위해 세그웨이를 타고 다닌다 라고 바라보는 인식들 또한 존재하고 있다.

### 세그웨이의 기능 및 가격
초기 세그웨이의 가격은 1000만 원 대를 훌쩍 뛰어넘었다. 일반 대중들이 레져용 혹은 일상에서 생활하려고 구매하기에는 부담스런운 금액이었다. 2015년 현재에 이르기까지 가격이 점점 하락하기는 했지만 아직까지는 대중들이 받아들이기에는 비싼 가격을 유지하고 있는 현실이다. 이에 대한 타개책으로 세그웨이사를 인수한 중국의 나인봇사가 2015년 10월 19일 '나인봇 미니'이라는 세그웨이를 개량한 기기를 발매하여 중국내수시장에서 한화로 약 35만원의 가격에 판매하고 있다. 기기의 기능적 측면에서 한계점으로는 가동거리를 꼽을 수 있다. 한 번 충전을 하면 최대 25~30km까지밖에 운행을 할 수 없기 때문에 이 부분에서도 한계점을 지니고 있다.